# FAangband
FAngband es un juego para computador roguelike (de mazmorras) derivado de OAngband v0.7.0 (actualmente mantenido por Bahman Rabii), y éste a su vez del clásico Angband. La ambientación y argumento de FAngband están basados en el libro El Silmarillion de J. R. R. Tolkien, y su título significa First Age of Angband («Primera Edad de Angband»). La actual versión de FAngband está disponible para Windows CE, Windows, Nintendo DS y Mac OS X.

## Sistema de juego
Al igual que Angband, se trata de explorar varios niveles de mazmorras, en las que el jugador debe buscar equipo y ganar poderes para poder recorrer Angband y las tierras descritas en El Silmarillion. Como la mayoría de los juegos roguelike, cada nuevo nivel es una mazmorra generada aleatoriamente cada vez que el jugador avanza a ese nivel, lo que da al juego una gran «rejugabilidad», ya que cada vez que se juega la partida es diferente.
La forma de jugar a FAngband está basada en estrategia de combate y de supervivencia, donde se debe administrar el inventario y tomar muchas decisiones. Las partidas de FAngband pueden durar semanas.

### Gráficos
Al igual que Angband, los gráficos nativos son en ASCII, pero FAngband intrujo XChar Latin-1 lo que permite el uso de tildes y símbolos especiales como la letra «ñ». Esto facilita la tarea de traducción del juego a otros idiomas como el español. Otra forma de juego es mediante tiles desarrollados para mejorar la imagen, esta cualidad igualmente la tiene Angband.

### Diferencias conOAngbandyAngband
- Las razas son significativamente diferentes: no existen semiorcos, medio-trolls, ni elfos o hadas de las sombras; pero hay hay otras variedades de elfos, enanos y hombres. Los enanos en general tienen una mayor inteligencia que sabiduría; lo contrario para los elfos y hobbits. Las distintas razas también tienen ahora ciertas condiciones de partida muy diferentes.
- Hay desiertos.
- Hay múltiples ciudades, pequeñas y grandes, esparcidas por el desierto. Cada partida se empieza en la ciudad natural de la raza. Esto significa que algunas razas empiezan sus partidas en el centro del desierto, lo que es muy peligroso.
- Con el fin de ayudar a no morir en los primeros niveles, algunas razas se han mejorado para partir con equipos, o algo de experiencia (de forma que se ayuda al personaje a avanzar de nivel hasta el 5). Los altos elfos ya no son la solución más fácil, al menos al principio.
- Es posible mover tu casa a otra ciudad, pero solo una vez que hayas caminado por ese lugar.
- Hay varias mazmorras (cinco, para ser exactos). En la parte más profunda de cada una hay un guardián, que solo pueden aparecer aquí o invocado bajo ciertas circunstancias especiales. La primera especialidad (y segunda en los guerreros) se aprende al comienzo, pero las otras dos solo se aprenden tras matar un guardián mazmorra. Aunque es posible hacer caso omiso a estas primeras mazmorras y dirigirse directamente a Angband, no es nada recomendable.
- El conjuro llamado «Word of Recall» funciona de forma diferente. Leerlo lejos de tu ciudad natal te sigue llevando de vuelta. Al leerlo en tu ciudad natal, te da una lista de hasta cuatro puntos a recordar. Cuando viajas a una ciudad, te pregunta cuál de los 4 puntos de recuerdo se desea actualizar.
- Se ha eliminado cualquier elemento del juego ajeno a la Primera Edad. Ya no existen Anillos de Poder, Grishnákh, Andúril, Saruman, Rey Brujo... Hay algunos objetos únicos nuevos que el autor ha rebautizado. También hay nuevos conjuntos de objetos y artefactos adaptados.
- Las partidas salvadas de FAngband no son compatibles con las partidas salvadas de OAngband o Angband.

## Comunidad
El grupo de noticias de Usenet rec.games.roguelike.angband y el «Foro de Angband» son los lugares donde se reúne la comunidad Angband, y de todos sus derivados como FAngband.

### Traducciones
La generación de los textos con XChar, que permite el uso de tildes y símbolos especiales como la letra «ñ», facilita la tarea de traducción del juego a otros idiomas como el español. Hasta la fecha, solo existe un proyecto de traducción del juego al español, pero está en una fase inicial.